# Acacia chalkeri
Acacia chalkeri là một loài thực vật có hoa trong họ Đậu. Loài này được Maiden miêu tả khoa học đầu tiên.